# 实际音高
实际音高（又称音乐会音高、听觉音高）的意思是乐器（或人声）实际发出的音高，与实际音高相对的概念是记谱音高。
演奏者看到的谱面上的所写的音高叫做记谱音高，演奏者使乐器发出的声音的音高是实际音高。对于钢琴、小提琴、长笛等非移调乐器来说，记谱音高于实际音高是一样的；但是对于移调乐器（例如一些小号、圆号、萨克斯风管等等）来说，记谱音高与实际音高是不同的，也就是说它谱面上看到的音高与乐器实际发出的音高是不同的。